# Kat Denningsová
Kat Denningsová, rodným jménem Katherine Litwack, (* 13. června 1986, Bryn Mawr, Filadelfie) je americká herečka. Televizní kariéru odstartovala v roce 2000 vedlejší rolí Jenny Brierové v dramatickém seriálu Sex ve městě. Na filmovém plátnu debutovala o čtyři roky později postavou Sloane v romantickém dramatu Nikdy to nevzdávej!
Objevila se také ve snímcích 40 let panic, Rande na jednu noc, Charlie Bartlett, Národ snílků či ve fantasy Marvelovské série o superhrdinech Thor a jeho sequelu Thor: Temný svět, kde si zahrála stážistku Darcy Lewisovou. Během let 2011 až 2017 hrála po boku Beth Behrsové hlavní roli v situační komedii stanice CBS 2 Socky.

## Životopis
Narodila se roku 1986 na jednom ze západních filadelfských předměstí Bryn Mawr (velšsky doslovně „Velká hora“) do rodiny Ellen Judith Litwackové, básnířky a logopedky, a pedagoga Geralda J. Litwacka, jehož profesním zaměřením se stala molekulární farmakologie. Denningsová má čtyři starší sourozence, včetně bratra Geoffreyho S. Litwacka. Rodina se hlásí k judaismu.
Na základním stupni školství prošla domácím vzděláváním. Střední školu absolvovala předčasně, již ve věku čtrnácti let. S rodinou se přestěhovala do kalifornského Los Angeles, aby se mohla plně věnovat herecké dráze. V mládí přijala umělecké příjmení Dennings. V rozhovoru pro časopis Interview v roce 2007 uvedla, že rodiče její myšlenku věnovat se herecké kariéře považovali za „vůbec nejhorší nápad“.

## Herecká kariéra
V deseti letech začala natáčet televizní reklamu. První pracovní příležitostí se stal spot na brambůrky. Roku 2000 odstartovala hereckou dráhu vedlejší úlohou v seriálu produkovaném stanicí HBO s názvem Sex ve městě. V dílu třetí řady „Hot Child in the City“ představovala protivnou třináctiletou adolescentku, která si najala Samanthu, aby zajistila publicitu pro její bat micvu. Mezi lety 2001–2002 se objevila v krátce vysílané sérii Raising Dad, jako patnáctiletá Sarah vyrůstající s mladší sestrou a ovdovělým otcem v podání Boba Sageta. Roku 2002 pak hrála teenagerku mezi duchy v televizním snímku Hledání zbloudilé duše, produkovaném společností Disney Channel. Původně byla také obsazena do pěti dílů seriálu Everwood, ale následně došlo k jejímu přeobsazení herečkou Norou Zehetnerou.

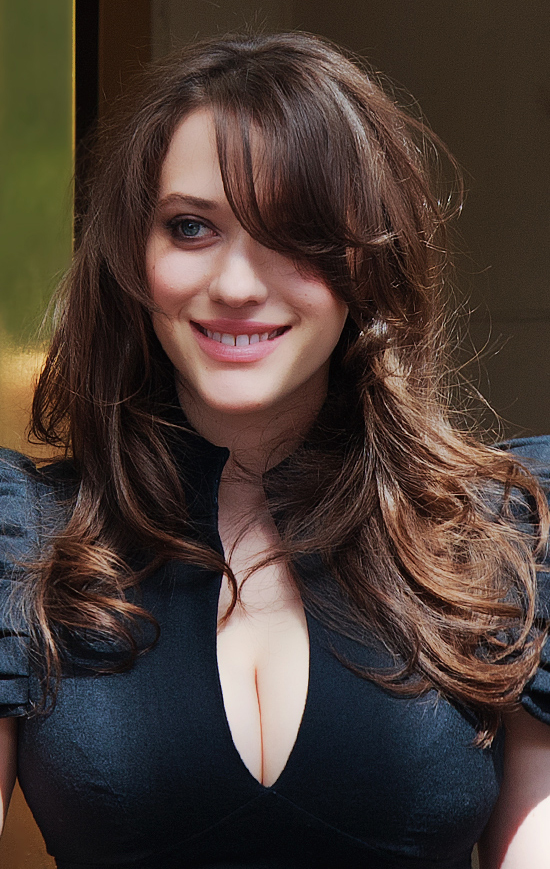
Na torontském festivalu, 2010

Pokračování televizní tvorby znamenalo zisk hostující role přítelkyně pohřešovaného mladíka v sérii Beze stopy a také v seriálu z roku 2003 Less than Perfect. Stanice CBS ji obsadila do pilotu Sudbury o rodině moderních čarodějnic založené na romantické komedii Magická posedlost z roku 1998. Projekt byl ovšem zastaven. Ve vracející se postavě Zoe Butlerové se mezi lety 2005–2006 představila v populární Pohotovosti. K dalšímu kontraktu patřila úloha Sarah Endecottové v díle „Manhattan Manhunt“ detektivního seriálu Kriminálka New York (2005).
Na filmovém plátnu debutovala roku 2004 dramatem Hillary Duffové Nikdy to nevzdávej!, jakožto zasmušilá studentka klavíru Sloane. Rok nato byla obsazena do menších postav – dcery Catherine Keenerové v komedii 40 let panic, a romantickém dramatu Cizinec. V roce 2006 sehrála mladou rebelku ve snímku Agent v sukni 2.
Roku 2008 představovala v komedii Charlie Bartlett středoškolačku a dceru ředitele Susan Gardnerovou, do níž se zahledí nový bohatý spolužák, jenž si založí psychiatrickou poradnu pro kamarády. Stejnou sezónu natočila také Domácího mazlíčka, kde se představila jako dívka s piercingem a členka spolku feministek Mona. V komediální romanci pro náctileté Rande na jednu noc dostala part Norah Silverbergové, dcery slavného hudebního producenta. Výkon jí vynesl nominaci na Saturnovu cenu pro nejlepší herečku ve filmu, muzikálu nebo komedii. V září 2008 věřila, že se podaří převést DeLillův román End Zone na filmové plátno. Do projektu byli také přizváni herci Sam Rockwell a Josh Hartnett, ale zamýšlená realizace nedostala „zelenou“ pro kontroverzní námět dotýkající se jaderné války.

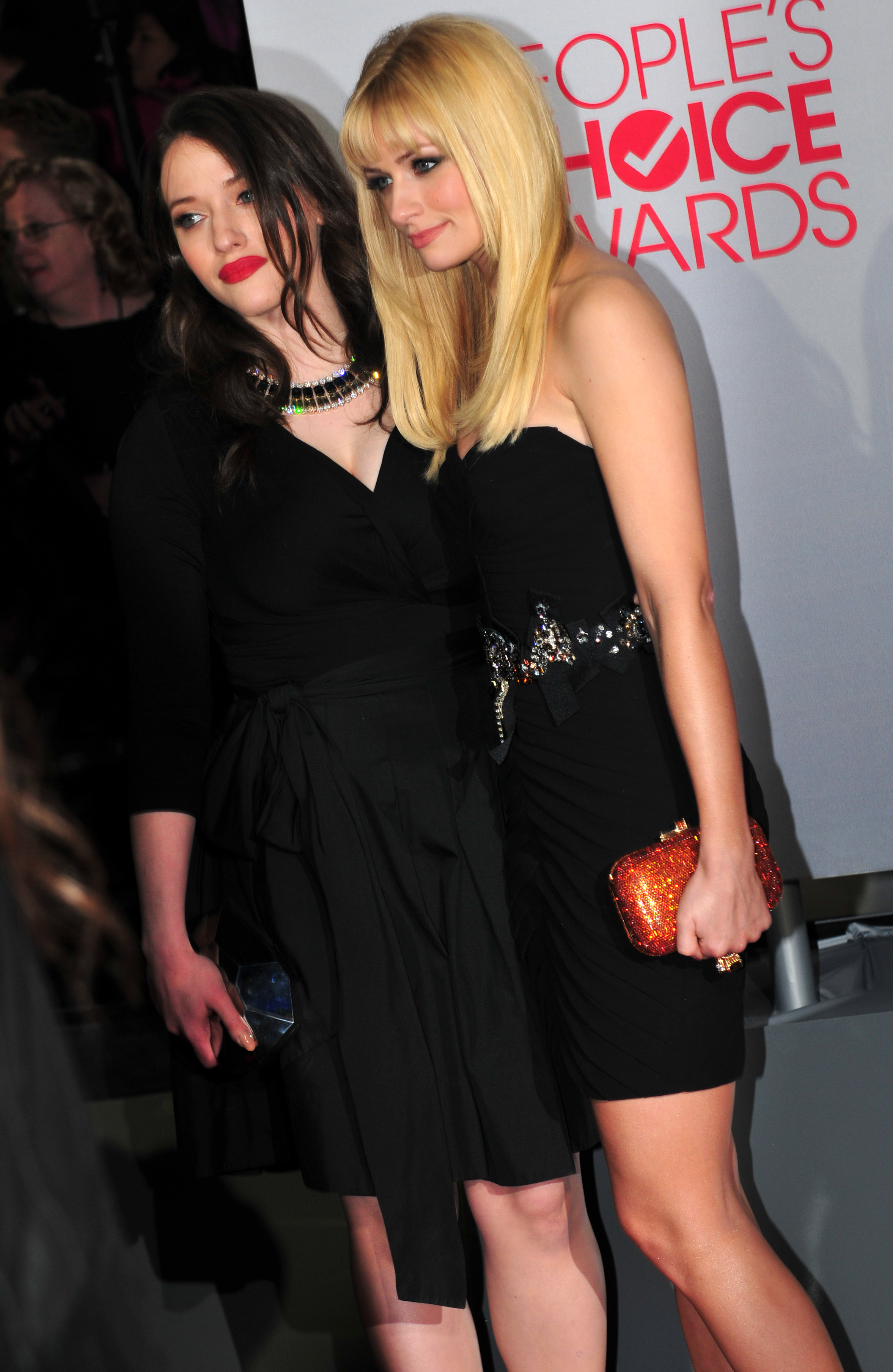
S Beth Behrsovou, kolegyní ze sitcomu 2 $ocky, na People's Choice Awards, leden 2012

V roce 2009 natočila komedii O smyslu života, příběh věhlasného spisovatele, jehož manifesty nabyly charakteru nové Bible. Pod režijním vedením Roberta Rodrigueze hrála Stacey Thompsonovou ve fantasy Prckové, starší sestru Toa (Jimmy Bennett). V srpnu 2009 byla s dalšími mladými herci přizvána časopisem Vanity Fair k novému zaranžování některých scén ze slavných filmů s tématem Velké hospodářské krize. Objevila se tak v prostředí Pollackova dramatu Koně se také střílejí z roku 1969. V roce 2009 měla být obsazena do romantické komedie Liars (A to E). Projekt režiséra Richarda Linklatera však byl zrušen pro škrty ve studiích Miramax ze strany vlastníka, společnosti Disney. Premiéra modifikovaného projektu byla poté předběžně naplánována na rok 2016.
Prvním superhrdinským filmem se pro ni stal roku 2010 Defendor, kde jako prostitutka závislá na cracku účinkovala po boku Woodyho Harrelsona a Sandry Ohové. Poté přijala nabídku v nezávislém projektu Národ snílků, coby dívka, jež se přestěhuje do vesnického městečka a zaplete se do milostného trojúhelníku se svým středoškolským profesorem (Josh Lucas) a mladým drogovým dealerem (Reece Thompson). Natáčení se rozjelo na počátku roku 2010 ve Vancouveru. Scenáristicky a režijně se na něm podílel Michael Golbach. V květnu 2010 se představila ve videoklipu „40 Dogs (Like Romeo and Juliet)“, singlu texaského hudebníka Boba Schneidera. Režie se ujal Robert Rodriguez, který video realizoval na lokacích okolo Austinu.
Režisér Kenneth Branagh herečku obsadil do menší úlohy v superhrdinském kasovním trháku Thor, produkovaném Marvel Studios, jenž měl premiéru v květnu 2011. V postavě Darcy Lewisové, posluchačky politologie a stážistky pro talentovanou astrofyzičku Jane Fosterovou (Natalie Portmanová), měla situace odlehčovat vtipnými narážkami. Film se natáčel po dobu šesti týdnů začátkem roku 2010 na lokacích Nového Mexika.

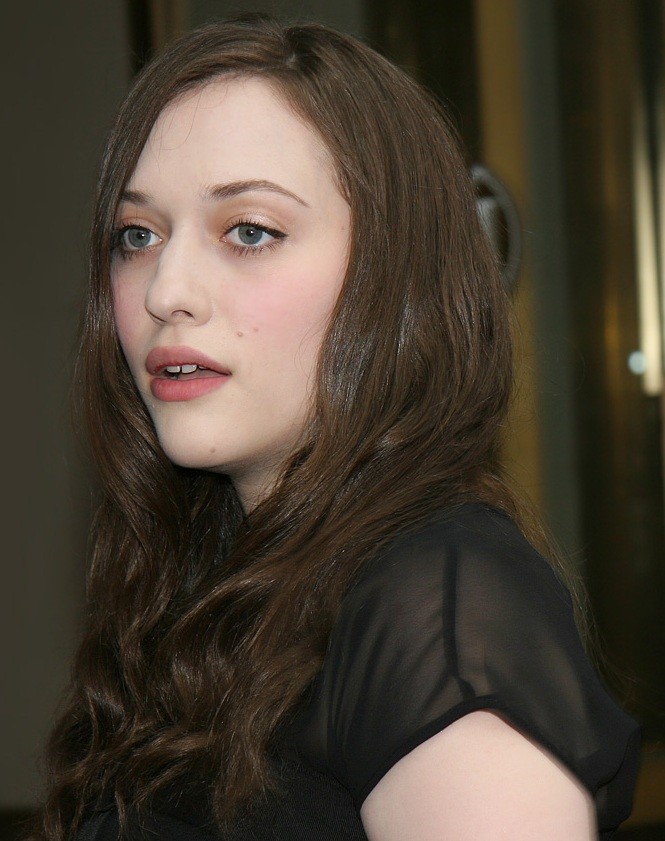
Na torontském festivalu, 2008

V roce 2011 začala účinkovat v televizním sitcomu kanálu CBS 2 Socky, napsaného a produkovaného Michaelem Patrickem Kingem a komičkou Whitney Cummingsovou. Komediální náplň odrážela životy dvou newyorských servírek. První z nich Caroline ztvárnila Beth Behrsová. Původně představovala dobře situovanou dědičku majetku, pocházející z Manhattanu, na níž se přilepila smůla a začala se protloukat jako servírka. Denningsová v úloze Max naopak hrála výřečnou a houževnatou dívku z chudých brooklynských poměrů. Nabídku hlavní role v sitcomu přijala také s myšlenkou, že by se jí mohlo podařit získat větší počet fanoušků. CBS pokračovala ve čtvrté řadě i k roku 2014. V roce 2017 byl odvysílán poslední díl seriálu.
V roce 2012 se objevila v titulní postavě životopisného dramatu Renee po boku Chada Michaela Murrayho a Ruperta Frienda. V roli floridské teenagerky Renee Yoheové soupeřila se závislostí na drogách, depresemi a sebepoškozováním. S odstupem se její postava rozhodla založit neziskovou organizaci „To Write Love on Her Arms“ na pomoc dalším mladým lidem se stejnými problémy. Produkce začala v únoru 2011 ve floridském Orlandu. Během léta 2012 se podílela na nezávislém snímku Suburban Gothic, v němž se představila jako barmanka ze zapadákova.
Na 55. ročníků udílení cen Grammy v únoru 2013 uvedla vystoupení rockového dua The Black Keys. V dubnu téhož roku se objevila s herečkou Nikki Reedovou ve videoklipu k singlu kapely Hanson „Get the Girl Back“. Obě umělkyně udržovaly blízké přátelství a řadily se k fanynkám této popové formace. Postavou Darcy Lewisové se vrátila v sequelu Thor: Temný svět z roku 2013. Současně pokračovala v natáčení sitcomu 2 $ocky. Šest měsíců tak létala mezi Spojenými státy a Londýnem, kde film o superhrdinech vznikal.

## Soukromý život

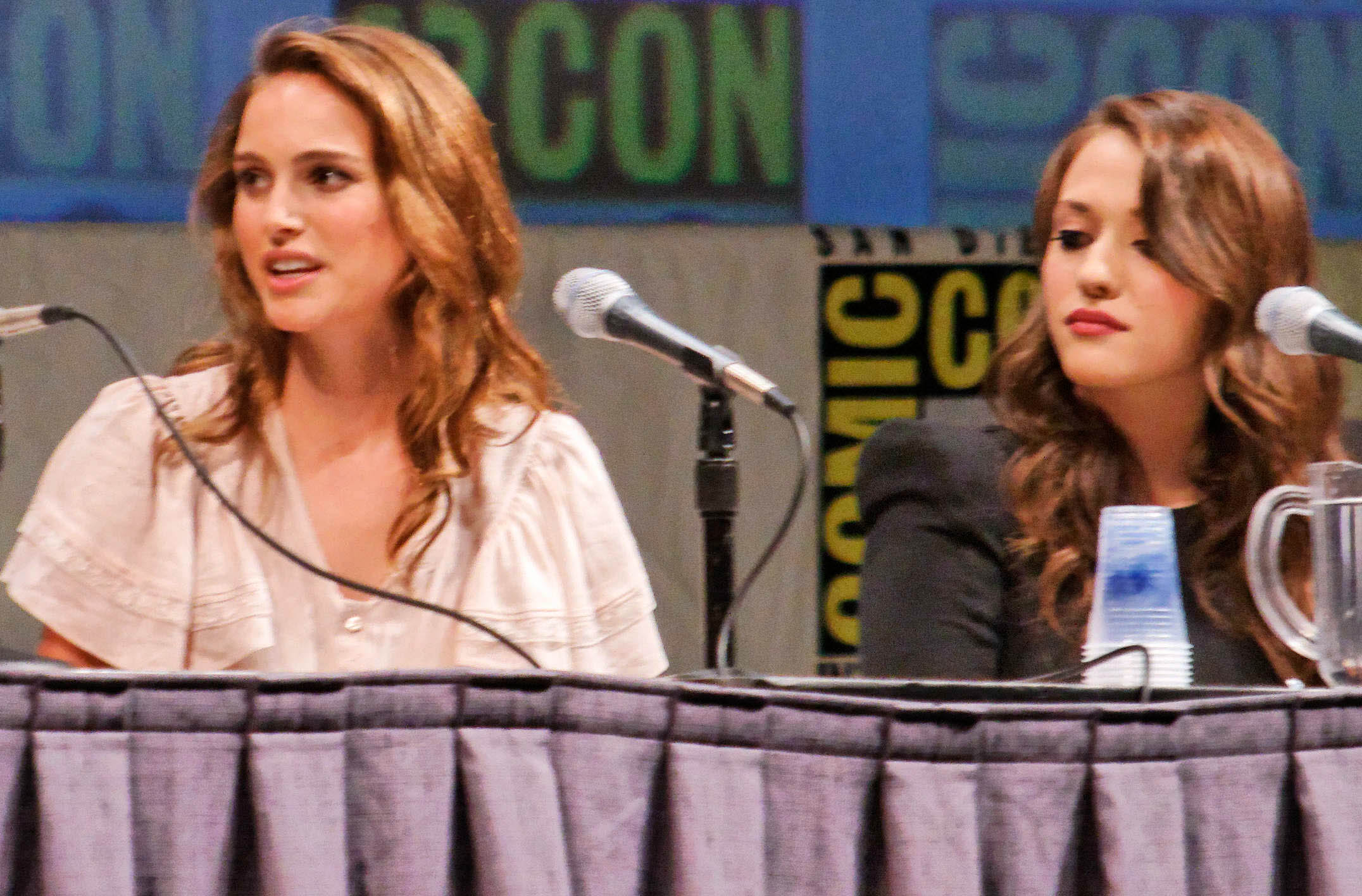
S Natalií Portmanovou na conu v San Diegu k fantasy Thor, červenec 2010

Od ledna 2001 do 20. února 2010 vkládala na své oficiální webové stránky blogové příspěvky, které také přenášela na video blogy kanálu YouTube. Židovskému periodiku The Jewish Journal of Greater Los Angeles sdělila, že judaismus „je důležitá součást mé historie, ovšem celkově, víra není částí mého života“. V daném rozhovoru také uvedla, že se cítí být více začleněná podle etnického a kulturního základu než podle náboženství. V prosinci 2008 v rozhovoru pro časopis BlackBook dodala: „Nepiji, nekouřím a nerada se zdržuji v přítomnosti těch, kteří tak činí.“
V interview z ledna 2009 pro deník The Times odhalila: „Nemám partnera. Mám přátele, kamarádky, výborné přátele. Jenom tak se potloukáme po různých místech a užíváme si společného času.“ Později v rozhovoru s kolegou Joshem Lucasem v rámci prezentace filmu Národ snílků redaktorovi Davidu Polandovi připustila, že partnera má. K listopadu 2011 žila v losangeleském San Fernando Valley.
V roce 2010 udržovala krátký vztah s hercem Tomem Hiddlestonem, s nímž se střetla ve fantasy Thor. Od prosince 2011 do června 2014 se jejím partnerem stal Nick Zano, kolega ze sitcomu 2 Socky. Od roku 2014 do roku 2016 byl jejím partnerem zpěvák a hudebník Josh Groban.
V květnu 2021 se zasnoubila s americkým muzikantem Andrewem W. K. Vzali se v listopadu 2023.

## Filmografie

### Filmy
| Rok  | Název                     | Role                          | Poznámky |
| ---- | ------------------------- | ----------------------------- | -------- |
| 2004 | Nikdy to nevzdávej        | Sloane                        |          |
| 2005 | Cizinec                   | April                         |          |
| 2005 | 40 let panic              | Marla Piedmont                |          |
| 2005 | London                    | Lilly                         |          |
| 2006 | Agent v sukni 2           | Molly Fuller                  |          |
| 2007 | Charlie Bartlett          | Susan Gardner                 |          |
| 2008 | Domácí mazlíček           | Mona                          |          |
| 2008 | Rande na jednu noc        | Norah Silverberg              |          |
| 2009 | O smyslu života           | Dahlia                        |          |
| 2009 | Prckové                   | Stacey Thompson               |          |
| 2009 | Defendor                  | Katerina Debrofkowitz / Angel |          |
| 2010 | Národ snílků              | Caroline Wexler               |          |
| 2011 | Thor                      | Darcy Lewis                   |          |
| 2012 | To Write Love on Her Arms | Renee Yohe                    |          |
| 2013 | Thor: Temný svět          | Darcy Lewis                   |          |
| 2014 | Suburban Gothic           | Becca                         |          |
| 2015 | Hollywood Adventures      | sama sebe                     | cameo    |
| 2019 | Friendsgiving             | Abby                          |          |
| 2022 | Thor: Láska jako hrom     | Darcy Lewis                   |          |

### Televize

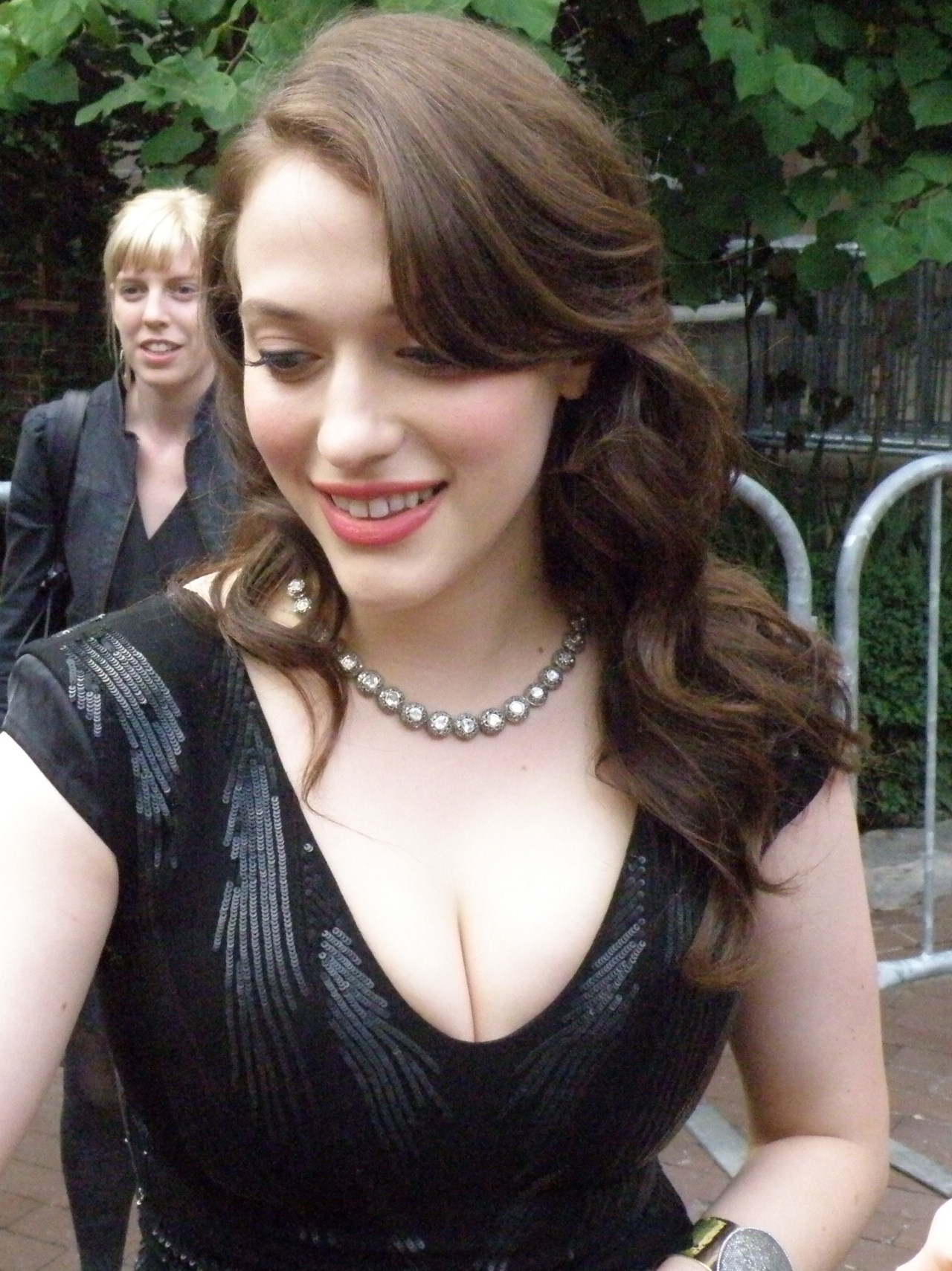
Na uvedení filmu Národ snílků v torontském kině Ryerson Theatre, 2010

| Rok       | Název                             | Role                                             | Poznámky                         |
| --------- | --------------------------------- | ------------------------------------------------ | -------------------------------- |
| 2000      | Sex ve městě                      | Jenny Brier                                      | díl: Hot Child in the City       |
| 2001–2002 | Raising Dad                       | Sarah Stewart                                    | hlavní postava; 22 dílů          |
| 2002      | Hledání zbloudilé duše            | Claire Carlyle                                   | televizní film                   |
| 2003      | Snobs                             | Isabel                                           | televizní film                   |
| 2003      | Beze stopy                        | Jennifer Norton                                  | díl: Sons and Daughters          |
| 2003      | Less than Perfect                 | Kaitlin                                          | díl: The Girl Next Door          |
| 2004      | Sudbury                           | Antonia Owens                                    | pilot                            |
| 2004      | Kriminálka Las Vegas              | Missy Wilson                                     | díl: Early Rollout               |
| 2005      | Clubhouse                         | Angela                                           | díl: Stealing Home               |
| 2005–2006 | Pohotovost                        | Zoe Butler                                       | 5 dílů                           |
| 2005      | Kriminálka New York               | Sarah Endecott                                   | díl: Manhattan Manhunt           |
| 2009      | Americký táta                     | Tanqueray (hlas)                                 | díl: G-String Circus             |
| 2010      | Americký táta                     | porotkyně (hlas)                                 | díl: The People vs. Martin Sugar |
| 2011–2017 | 2 Socky                           | Max Black                                        | hlavní role, 137 dílů            |
| 2012      | Robot Chicken                     | různé hlasy                                      | díl: Executed by the State       |
| 2014      | 40. ročník People's Choice Awards | sama sebe/moderátorka                            |                                  |
| 2014      | Newsroom                          | Blair Lansing                                    | díl: Run                         |
| 2015      | RuPaul's Drag Race                | sama sebe / porotkyně                            | díl: ShakesQueer                 |
| 2015      | Drunk History                     | Kentucky Daisey / Gertrude Harding / Sadie, duch | 3 díly                           |
| 2017–2022 | Big Mouth                         | Leah Birch (hlas)                                | 8 dílů                           |
| 2017      | Simpsonovi                        | Valerie (hlas)                                   | díl: Mr. Lisa's Opus             |
| 2018      | How May We Hate You?              | Ellie                                            | TV film                          |
| 2018      | Dallas a Robo                     | Dallas (hlas)                                    | hlavní role                      |
| 2019      | Dollface                          | Jules                                            |                                  |
| 2021–2024 | Co kdyby…?                        | Darcy Lewis                                      | 4 díly                           |

## Ocenění
| Rok  | kategorie ceny                                                             | film / seriál      | výsledek |
| ---- | -------------------------------------------------------------------------- | ------------------ | -------- |
| 2008 | Satellite Awards pro nejlepší herečku ve filmu, muzikálu či komedii        | Rande na jednu noc | nominace |
| 2009 | Filmové ceny MTV za nejlepší výkon nováčka                                 | Rande na jednu noc | nominace |
| 2009 | Teen Choice Awards pro filmovou herečku                                    | Rande na jednu noc | nominace |
| 2014 | People's Choice Awards pro oblíbené televizní kamarádky (s Beth Behrsovou) | 2 Socky            | nominace |